# 結婚進行曲
結婚進行曲為在婚禮進行時所演奏的音樂，通常在婚姻當事人進場及要離場時演奏。

## 著名結婚進行曲
在西方的婚禮上常用的結婚進行曲有理察·華格納的歌劇《羅恩格林》中的〈婚禮合唱〉，以及費利克斯·孟德爾頌的《仲夏夜之夢》中的〈結婚進行曲〉。
在英語系國家，傳統上，在教堂舉行的婚禮儀式於新人入場時，會採用華格納的曲子，而離場時，會採用孟德爾頌的曲子。

## 註腳
1. ↑  《百萬小學堂》第19集節目，由功學社謝孟霓老師講解，該節目於2009年2月6日播出。